# Danilo Terenzi
Danilo Terenzi (* 2. März 1956 in Rom; † 4. Mai 1995) war ein italienischer Posaunist und Komponist des Modern Jazz.

## Leben
Terenzi lernte zunächst Gitarre. Zwischen 1969 und 1975 studierte er Posaune an der Accademia Nazionale di Santa Cecilia; ab 1977 beschäftigte er sich dort mit Komposition. 1973 begann er seine Karriere als professioneller Musiker. Er gründete ein Quartett mit Massimo Urbani, spielte mit Giorgio Gaslini und in der Living Concert Big Band von Tommaso Vittorini. Er arbeitete außerdem mit Enrico Rava, Steve Lacy, Archie Shepp, Roswell Rudd, Paul Rutherford, Albert Mangelsdorff, Phil Woods und J. F. Jenny-Clark. 
Terenzi trat auf vielen großen Festivals in Italien und anderen europäischen Ländern auf und machte Tourneen durch Mitteleuropa, Großbritannien, Frankreich und Jugoslawien. Auch arbeitete er mehrfach mit Mike Westbrook und Chris Biscoe. 1990 arbeitet er im Trio mit Wolfgang Reisinger und Wolfgang Mitterer; er war 1991 Mitglied des Orchestra Nazionale del Jazz Italiano. Dann gehörte er zum Vienna Art Orchestra. Zu seinen Kompositionen gehören Trees on the Sea, Nana und Amantide.
Westbrook widmete dem Posaunisten das Stück Blues for Terenzi.

## Diskographische Hinweise
- Laboratorio Della Quercia (Horo)
- Mike Westbrook On Duke’s Birthday (HatOLOGY)
- Mike Westbrook The Orchestra of Smith's Academy (Enja; 1998)